# Marathon Oil

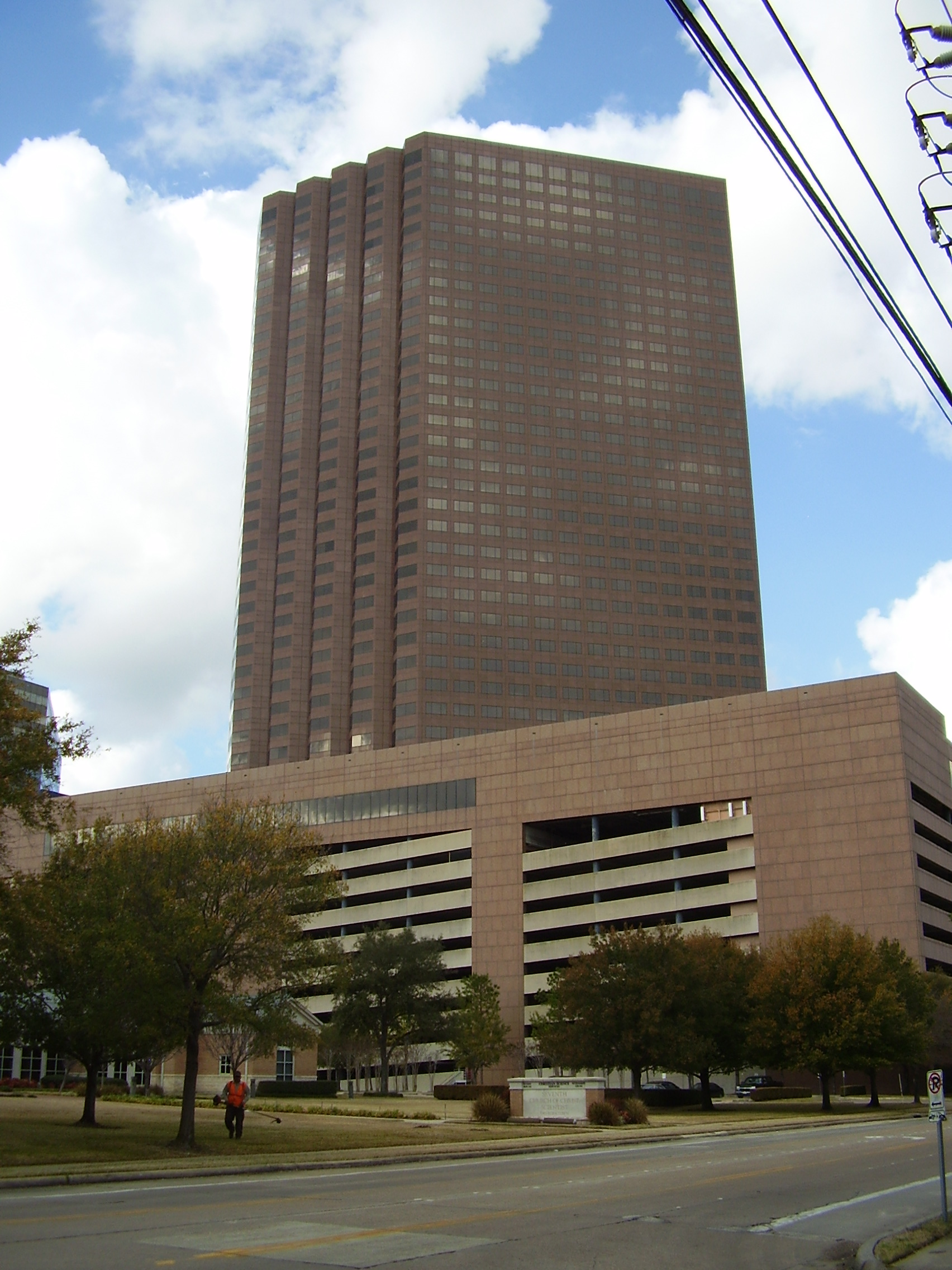
Der Marathon Oil Tower in Houston, Hauptsitz des Unternehmens

Die Marathon Oil Corporation war ein international tätiges Mineralölunternehmen, das hauptsächlich im Bereich der Produktion von Kohlenwasserstoffen (Ölsand) und Erdgas tätig war. Außerdem förderte das Unternehmen Erdöl in Kanada, Äquatorialguinea, Libyen, Indonesien, Großbritannien und den USA. Hauptsitz des Unternehmens war Houston.
Zum Jahresende 2024 finalisierte ConocoPhillips die vollständige Übernahme von Marathon Oil für 22,5 Milliarden US-Dollar.

## Geschichte
Die Ohio Oil Company wurde 1887 gegründet. Im Jahr 1889 wurde das Unternehmen von der Standard Oil Company übernommen und in das Unternehmen eingegliedert. 1911 wurde die Standard Oil Company schließlich zerschlagen. Aus dem Unternehmen gingen 34 einzelne Unternehmen hervor, unter anderem auch die Marathon Oil Corporation.
1998 gründete die Marathon Oil Corporation zusammen mit der Ashland Inc. das Joint Venture Marathon Ashland Petroleum LLC. Die Marathon Ashland Petroleum übernahm den Vertrieb von Erdölprodukten in den Vereinigten Staaten. Am 30. Juni 2005 kaufte die Marathon Oil Corporation den Ashland-Anteil von 50 %, seitdem ist es eine 100 %ige-Marathontochter.
Im Jahr 2003 verkaufte das Unternehmen seine Anteile an Husky Energy an den Milliardär Li Ka-shing.
Marathon Oil setzt zunehmend auf Ölsand, so produzierte das Unternehmen im Jahre 2009 600 Millionen Barrel Rohöl aus Ölsand.
Zum 1. Juli 2011 wurde das Downstream-Geschäft (Raffinerien und Tankstellen) als Marathon Petroleum Corporation abgespalten, die auch das alte Logo von Marathon Oil übernahm.
2014 wurden die Geschäfte in Angola und Norwegen verkauft.

## Umsatz
| Jahr | Umsatz in Mrd. $ | Umsatzveränderung in % |
| ---- | ---------------- | ---------------------- |
| 2009 | 54,139           | −31,09                 |
| 2008 | 78,569           | 20,49                  |
| 2007 | 65,207           | −0,37                  |
| 2006 | 65,449           | 2,79                   |
| 2005 | 63,673           | 27,58                  |
| 2004 | 49,907           | 21,03                  |